# لوئی شارل دو لا بوردونه
لوئی شارل دو لا بوردونه (به فرانسوی: Louis-Charles de La Bourdonnais) شطرنج باز فرانسوی حدود سال ۱۷۹۵ در رئونیون جزیره‌ای در جنوب غربی اقیانوس هند متولد شد و در ۱۳ دسامبر ۱۸۴۰ در لندن چشم از جهان فرو بست.
او ضمن شکست دادن اغلب حریفان زمان خود برتری خویش را همچنان طی سال های ۱۸۳۴ الی ۱۸۴۰ حفظ کرده و می توان گفت قهرمان شطرنج اروپا و یا به عبارت دیگر قهرمان غیر رسمی جهان در آن روزگار بود.
لا بوردونه علاوه بر پیروزی به حریفان خود و برخورداری از تکنیک قوی در آخر بازی می توانست هم زمان روی چند تخته بازیهای چشم بسته انجام دهد.
بوردونه در سال ۱۸۳۴ یک مسابقه دو جانبه (مچ) با مک دانل Mac Donnell از اهالی ایرلند انجام داد که با ۴۴ برد و ۲۸ باخت و ۱۳ مساوی او را شکست داد. شایان ذکر است که مک دانل نیز به نوبه خود بازیکن بسیار خوبی بود و بازیهای زیبایی انجام داده است.